# Melibe
Genre
Synonymes
- Chioraera Gould, 1852[2] [3]
- Jacunia Filippi, 1867[2]
- Jacunia de Filippi, 1867[3]
- Melibaea (misspelling)[2]
- Melibaea[3]
- Meliboea (sic)[3]
- Propemelibe Allan, 1932[3]

Melibe est un genre de mollusques de l'ordre des nudibranches, et de la famille des Tethydidae.

## Description et spécificités
Alors que la plupart des nudibranches sont de lents brouteurs carnivores d'animaux sessiles (hydrozoaires, bryozoaires, éponges, polypes…), les Melibe sont des prédateurs actifs d'animaux vagiles. Ils se nourrissent notamment de petits crustacés rapides, qu'ils attrapent au moyen de leur capuchon oral extensible. Ces limaces sont également capables de nager quelques mètres lorsqu'elles y sont contraintes. 
Plusieurs espèces de ce genre sont plus ou moins transparentes, parfois jusqu'à l'extrême pour des espèces comme Melibe colemani, très prisée des photographes sous-marins. 
La taille parfois imposante et l'allure de certaines espèces les fait parfois confondre avec des raies.

## Liste des espèces
Selon World Register of Marine Species (1 décembre 2018), prenant pour base la taxinomie de Bouchet & Rocroi (2005) :
- Melibe arianeae Espinoza, DuPont & Valdés, 2013
- Melibe australis (Angas, 1864)
- Melibe bucephala Bergh, 1902
- Melibe capucina Bergh, 1875
- Melibe colemani Gosliner & Pola, 2012
- Melibe coralophilia Gosliner & Pola, 2012
- Melibe digitata Gosliner & V. G. Smith, 2003
- Melibe engeli Risbec, 1937
- Melibe leonina (Gould, 1852)
- Melibe liltvedi Gosliner, 1987
- Melibe maugeana Burn, 1960
- Melibe megaceras Gosliner, 1987
- Melibe minuta Gosliner & V. G. Smith, 2003
- Melibe ocellata Bergh, 1888
- Melibe papillosa (de Filippi, 1867)
- Melibe pilosa Pease, 1860
- Melibe rosea Rang, 1829
- Melibe tuberculata Gosliner & V. G. Smith, 2003
- Melibe viridis (Kelaart, 1858)

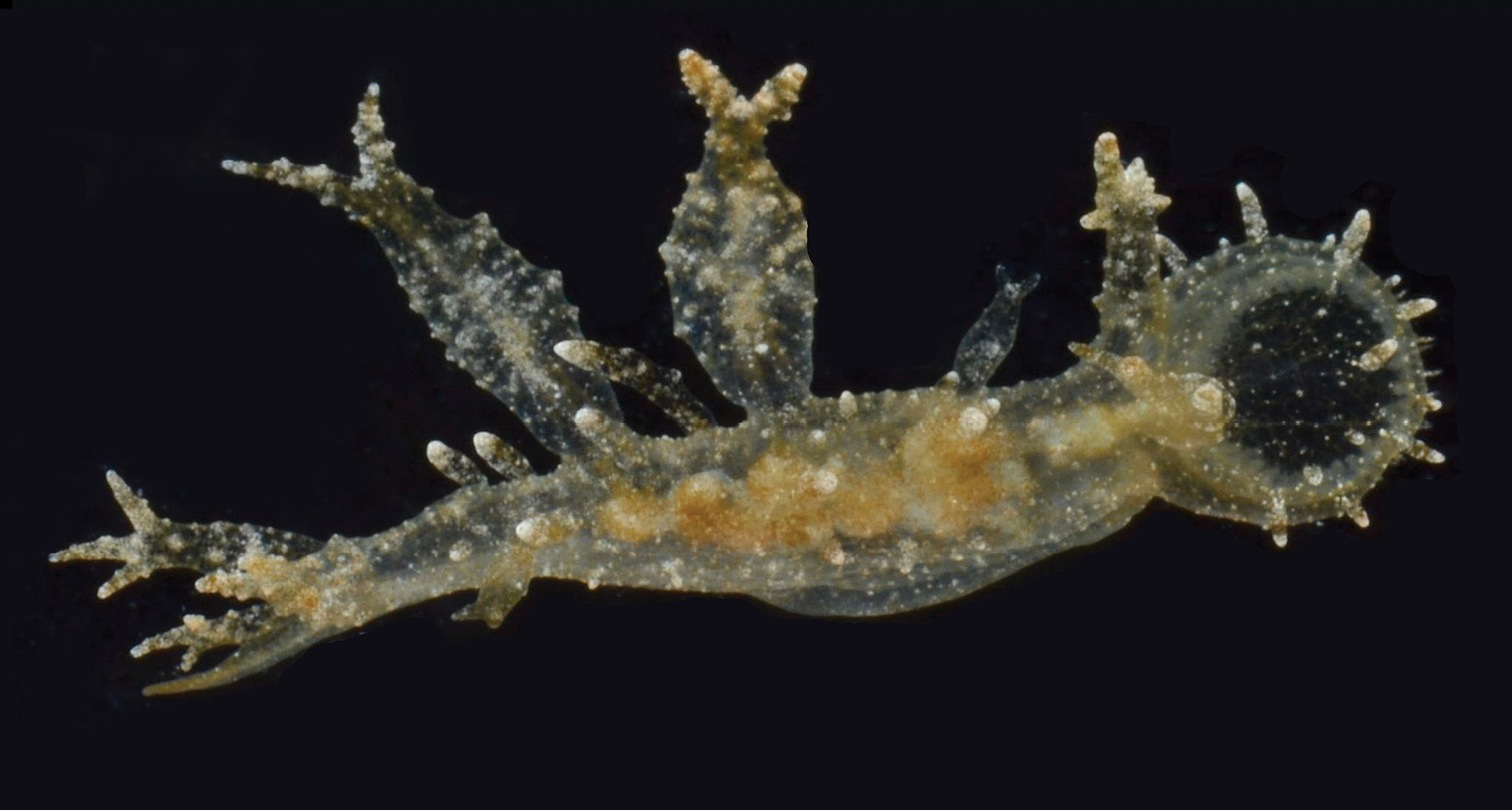
Melibe arianeae
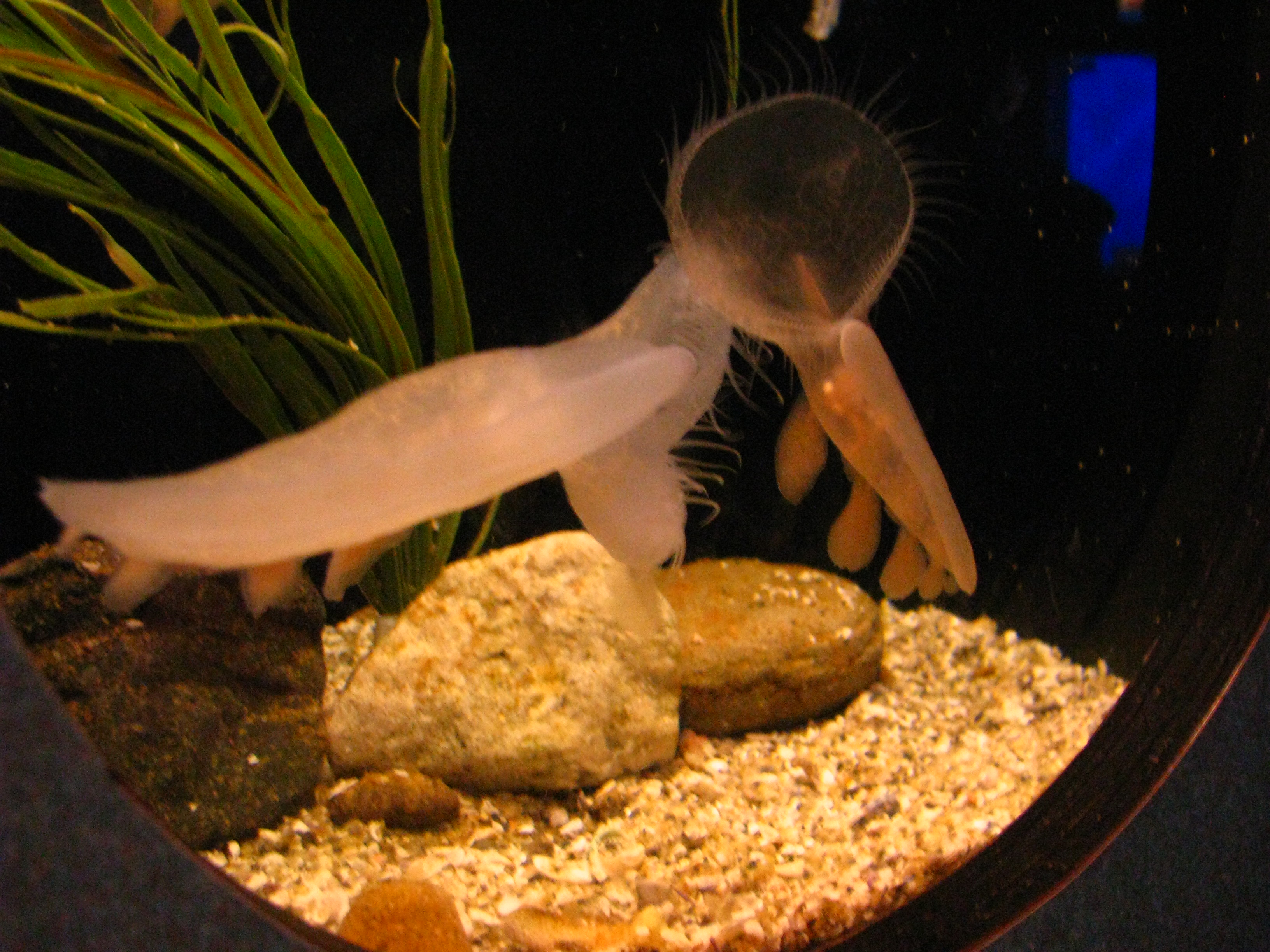
Melibe leonina
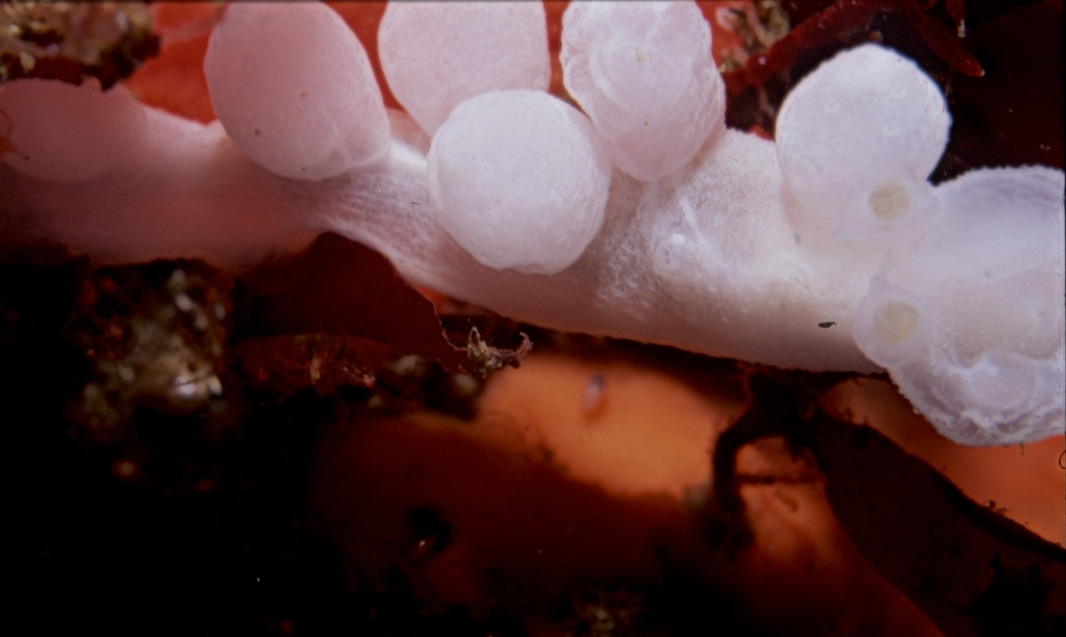
Melibe liltvedi
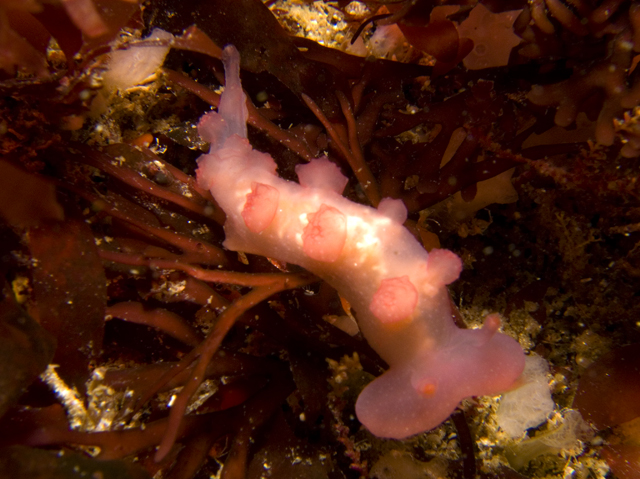
Melibe rosea
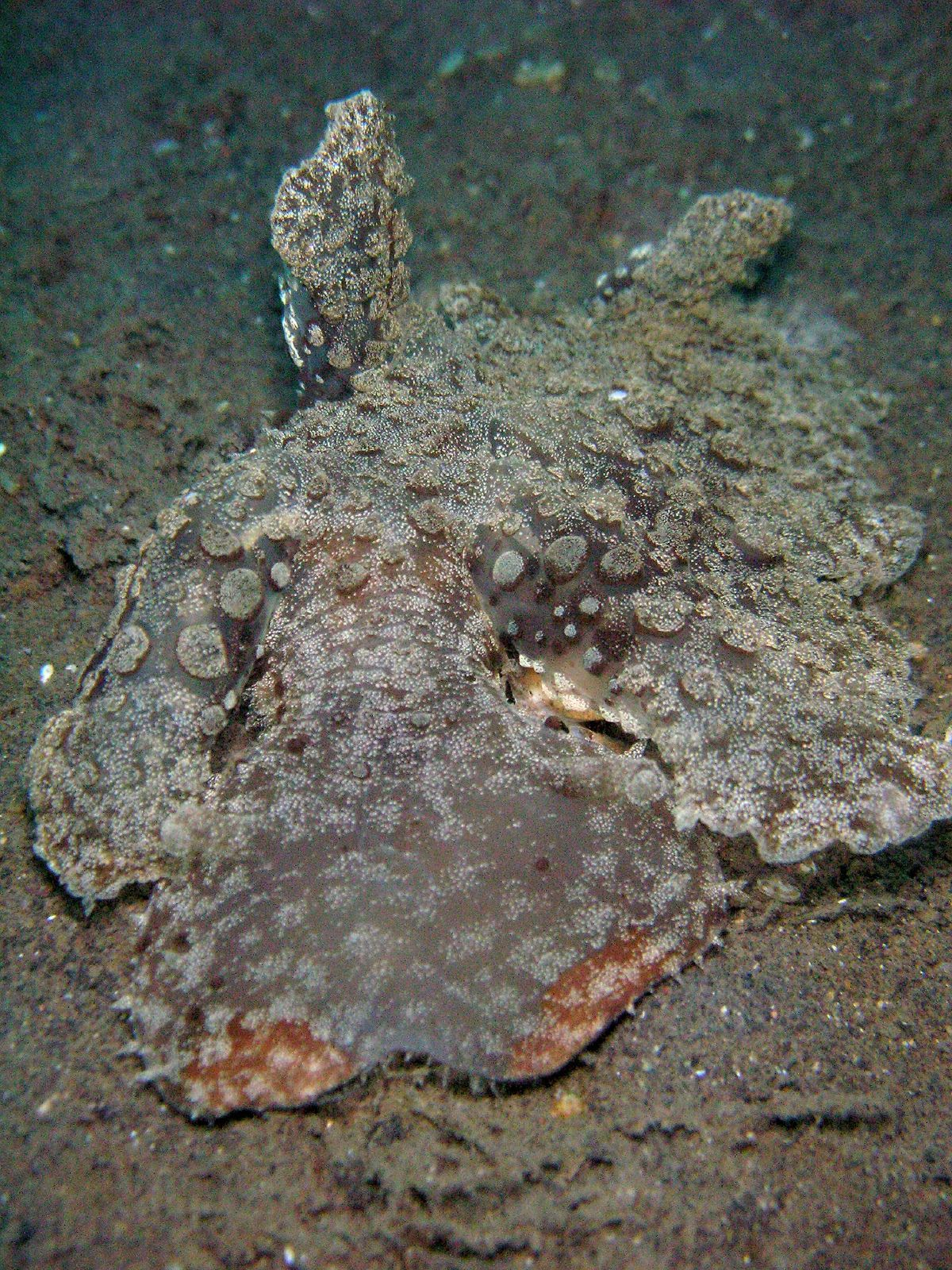
Melibe viridis